# 皮西-波维尔
皮西-波维尔（法語：Pissy-Pôville，法語發音：[pisi povil]）是法国滨海塞纳省的一个市镇，属于鲁昂区。该市镇于1822年由原市镇皮西（Pissy）和波维尔（Pôville）合并而成。

## 地理
皮西-波维尔（49°31'43"N, 0°59'35"E）面积11.26 平方千米，位于法国诺曼底大区滨海塞纳省，该省份为法国北部沿海省份，其西部及北部濒大西洋英吉利海峡，东起顺时针与索姆省、瓦兹省、厄尔省和卡爾瓦多斯省接壤。
与皮西-波维尔接壤的市镇（或旧市镇、城区）包括：巴朗坦、弗雷基耶讷、马洛奈、鲁马尔、圣让迪卡尔多奈。

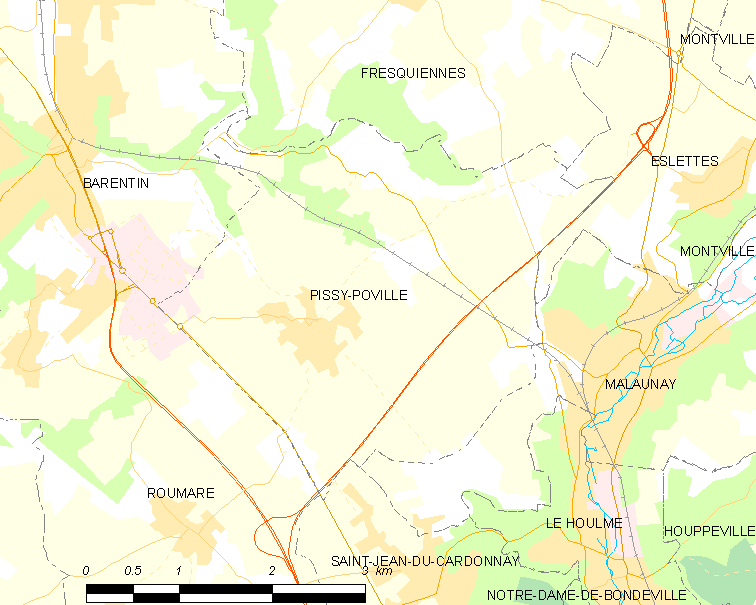
皮西-波维尔的OSM定位图

皮西-波维尔的时区为UTC+01:00、UTC+02:00（夏令时）。

## 行政
皮西-波维尔的邮政编码为76360，INSEE市镇编码为76503。

## 政治
皮西-波维尔所属的省级选区为邦德维尔圣母镇县。

## 人口

1962-2008年间皮西-波维尔人口变化图示

皮西-波维尔于2022年1月1日时的人口数量为1279人。